# Lamberto Alonso
Lamberto Alonso y Torres (Godella, Valencia, 18 de septiembre de 1863 - 19 de febrero de 1929) fue un tenor y pintor español. Recibió su formación musical en Valencia y en Roma. Además de su cargo como catedrático en el Conservatorio Superior de Música de Valencia, presidió la sección de música de la asociación Lo Rat Penat. En la Real Academia de Bellas Artes de San Carlos estudió pintura, siendo discípulo de Ignacio Pinazo Camarlench.

## Carrera como músico
Desde muy joven formó parte del coro del Colegio del Patriarca, accediendo a la plaza el 1872 mediante oposición). Sustituyó a Julián Gayarre en el Teatro Real de Madrid.
En la Exposición Regional Valenciana de 1909 estrenó el Himne de l'Exposició delante del rey Alfonso XIII.

## Carrera como pintor
Discípulo de Ignasi Pinazo i Camarlench, quien influyó fuertemente en su estilo, entre sus obras destacan La viuda del Héroe (obra pintada para la Exposición Nacional de Pinturas de Madrid), El primer pantalón (hoy en día propiedad de España y ubicado en la Biblioteca Nacional de España). El ayuntamiento de Godella conserva la obra Perlas del Campo.